# Angitia andrevia
Angitia andrevia är en fjärilsart som beskrevs av William Schaus 1922. Angitia andrevia ingår i släktet Angitia och familjen nattflyn. Inga underarter finns listade i Catalogue of Life.